# Кубок Молдови з футболу 1992—1993
Кубок Молдови з футболу 1992–1993 — 2-й розіграш кубкового футбольного турніру в Молдові. Титул вперше здобув Тилігул (Тирасполь).

## 1/4 фіналу
| Команда 1           | Заг. | Команда 2                    | 1-й матч | 2-й матч |
| ------------------- | ---- | ---------------------------- | -------- | -------- |
| Амоком (Кишинів)    | 7:0  | Вілія (Бричани) (2)          | 2:0      | 5:0      |
| Динамо (Кишинів)    | 5:2  | Конструкторул-Агро (Кишинів) | 2:0      | 3:2      |
| Тилігул (Тирасполь) | 3:2  | Олімпія (Бєльці)             | 1:0      | 2:2      |
| Ністру (Атаки)      | 1:0  | Буджак (Комрат)              | 1:0      | 0:0      |

## 1/2 фіналу
| Команда 1           | Заг. | Команда 2        | 1-й матч | 2-й матч |
| ------------------- | ---- | ---------------- | -------- | -------- |
| Амоком (Кишинів)    | 3:4  | Динамо (Кишинів) | 1:1      | 2:3      |
| Тилігул (Тирасполь) | 9:2  | Ністру (Атаки)   | 8:1      | 1:1      |

## Фінал
| 13 червня 1993 |

| Тилігул (Тирасполь) | 1:0      | Динамо (Кишинів) |
| ------------------- | -------- | ---------------- |
| Макар 70' (аг)      | Протокол |                  |

| Республіканський стадіон, Кишинів Глядачів: 4 000 Арбітр: Тудор Чепой |